# Séries éliminatoires de la Coupe Stanley 1934
Année précédente Année suivante
Les séries éliminatoires de la Coupe Stanley 1934 font suite à la saison 1933-1934 de la Ligue nationale de hockey. Les Black Hawks de Chicago remportent la Coupe Stanley après avoir battu en finale les Red Wings de Détroit sur le score de 3 matchs à 1.

## Contexte et déroulement des séries
Les premiers de chaque division se rencontrent au meilleur des 5 matches, le vainqueur étant qualifié ensuite directement pour la finale de la Coupe Stanley. Les deuxièmes de chaque division se rencontrent tout comme les troisièmes, en 2 matches. Le gagnant est décidé au nombre de buts marqués. Les vainqueurs se rencontrent, encore en 2 matches et au nombre de buts inscrits, pour décider de l'équipe qualifiée pour la finale qui se joue au meilleur des 5 matches.

## Arbre de qualification
|  | Quarts de finale       | Quarts de finale       | Quarts de finale       | Quarts de finale       |                        |                        | Demi-finales              | Demi-finales              | Demi-finales              | Demi-finales              |  |  | Finale              | Finale              | Finale              | Finale              |
|  |                        |                        |                        |                        |                        |                        |                           |                           |                           |                           |  |  |                     |                     |                     |                     |
|  |                        |                        |                        |                        |                        |                        | 22, 24, 26, 28 et 30 mars | 22, 24, 26, 28 et 30 mars | 22, 24, 26, 28 et 30 mars | 22, 24, 26, 28 et 30 mars |  |  | 3, 5, 8 et 10 avril | 3, 5, 8 et 10 avril | 3, 5, 8 et 10 avril | 3, 5, 8 et 10 avril |
|  |                        |                        |                        |                        |                        |                        | 22, 24, 26, 28 et 30 mars | 22, 24, 26, 28 et 30 mars | 22, 24, 26, 28 et 30 mars | 22, 24, 26, 28 et 30 mars |  |  | 3, 5, 8 et 10 avril | 3, 5, 8 et 10 avril | 3, 5, 8 et 10 avril | 3, 5, 8 et 10 avril |
|  |                        |                        |                        |                        |                        |                        | 22, 24, 26, 28 et 30 mars | 22, 24, 26, 28 et 30 mars | 22, 24, 26, 28 et 30 mars | 22, 24, 26, 28 et 30 mars |  |  | 3, 5, 8 et 10 avril | 3, 5, 8 et 10 avril | 3, 5, 8 et 10 avril | 3, 5, 8 et 10 avril |
|  |                        |                        |                        |                        |                        |                        | 22, 24, 26, 28 et 30 mars | 22, 24, 26, 28 et 30 mars | 22, 24, 26, 28 et 30 mars | 22, 24, 26, 28 et 30 mars |  |  | 3, 5, 8 et 10 avril | 3, 5, 8 et 10 avril | 3, 5, 8 et 10 avril | 3, 5, 8 et 10 avril |
|  |                        |                        |                        |                        |                        |                        | 22, 24, 26, 28 et 30 mars | 22, 24, 26, 28 et 30 mars | 22, 24, 26, 28 et 30 mars | 22, 24, 26, 28 et 30 mars |  |  | 3, 5, 8 et 10 avril | 3, 5, 8 et 10 avril | 3, 5, 8 et 10 avril | 3, 5, 8 et 10 avril |
|  | Maple Leafs de Toronto | Maple Leafs de Toronto | 2                      | 2                      |                        |                        |                           |                           |                           |                           |  |  | 3, 5, 8 et 10 avril | 3, 5, 8 et 10 avril | 3, 5, 8 et 10 avril | 3, 5, 8 et 10 avril |
|  | Maple Leafs de Toronto | Maple Leafs de Toronto | 2                      | 2                      |                        |                        |                           |                           |                           |                           |  |  | 3, 5, 8 et 10 avril | 3, 5, 8 et 10 avril | 3, 5, 8 et 10 avril | 3, 5, 8 et 10 avril |
|  |                        |                        | Red Wings de Détroit   | Red Wings de Détroit   | 3                      | 3                      |                           |                           |                           |                           |  |  | 3, 5, 8 et 10 avril | 3, 5, 8 et 10 avril | 3, 5, 8 et 10 avril | 3, 5, 8 et 10 avril |
|  |                        |                        |                        |                        | 3                      | 3                      |                           |                           |                           |                           |  |  | 3, 5, 8 et 10 avril | 3, 5, 8 et 10 avril | 3, 5, 8 et 10 avril | 3, 5, 8 et 10 avril |
|  |                        | 28 mars et 1er avril   |                        |                        |                        |                        |                           |                           |                           |                           |  |  | 3, 5, 8 et 10 avril | 3, 5, 8 et 10 avril | 3, 5, 8 et 10 avril | 3, 5, 8 et 10 avril |
|  |                        |                        |                        |                        |                        |                        |                           |                           |                           |                           |  |  | 3, 5, 8 et 10 avril | 3, 5, 8 et 10 avril | 3, 5, 8 et 10 avril | 3, 5, 8 et 10 avril |
|  | Red Wings de Détroit   | Red Wings de Détroit   | 1                      | 1                      |                        |                        |                           |                           |                           |                           |  |  |                     |                     |                     |                     |
|  | Red Wings de Détroit   | Red Wings de Détroit   | 1                      | 1                      | 22 et 25 mars          |                        |                           |                           |                           |                           |  |  |                     |                     |                     |                     |
|  |                        |                        | Black Hawks de Chicago | Black Hawks de Chicago | 3                      | 3                      |                           |                           |                           |                           |  |  |                     |                     |                     |                     |
|  | Black Hawks de Chicago | Black Hawks de Chicago | Black Hawks de Chicago | Black Hawks de Chicago | 3                      | 3                      | 4                         | 4                         |                           |                           |  |  |                     |                     |                     |                     |
|  | Black Hawks de Chicago | Black Hawks de Chicago |                        |                        |                        |                        |                           |                           |                           |                           |  |  |                     |                     |                     |                     |
|  | Canadiens de Montréal  | Canadiens de Montréal  | 3                      | 3                      |                        |                        |                           |                           |                           |                           |  |  |                     |                     |                     |                     |
|  | Canadiens de Montréal  | Canadiens de Montréal  | 3                      | 3                      | Black Hawks de Chicago | Black Hawks de Chicago | 6                         | 6                         |                           |                           |  |  |                     |                     |                     |                     |
|  | 20 et 25 mars          |                        |                        |                        | Black Hawks de Chicago | Black Hawks de Chicago | 6                         | 6                         |                           |                           |  |  |                     |                     |                     |                     |
|  |                        |                        | Maroons de Montréal    | Maroons de Montréal    | 2                      | 2                      |                           |                           |                           |                           |  |  |                     |                     |                     |                     |
|  | Rangers de New York    | Rangers de New York    | Maroons de Montréal    | Maroons de Montréal    | 2                      | 2                      | 1                         | 1                         |                           |                           |  |  |                     |                     |                     |                     |
|  | Rangers de New York    | Rangers de New York    |                        |                        |                        |                        |                           | 1                         |                           |                           |  |  |                     |                     |                     |                     |
|  | Maroons de Montréal    | Maroons de Montréal    | 2                      | 2                      |                        |                        |                           |                           |                           |                           |  |  |                     |                     |                     |                     |
|  | Maroons de Montréal    | Maroons de Montréal    | 2                      | 2                      |                        |                        |                           |                           |                           |                           |  |  |                     |                     |                     |                     |
|  |                        |                        |                        |                        |                        |                        |                           |                           |                           |                           |  |  |                     |                     |                     |                     |

## Résultats détaillés

### Quarts de finale

#### Black Hawks de Chicago contre Canadiens de Montréal
| 22 mars | Montréal | 2-3 (2-1, 0-1, 0-1) | Chicago | Forum de Montréal 11 000 spectateurs |

| Feuille de match | Feuille de match                                                                                 | Feuille de match    | Feuille de match                                                                                       | Feuille de match                     |
| ---------------- | ------------------------------------------------------------------------------------------------ | ------------------- | --- | ------------------------------------ |
|                  | - Morenz (Joliat, Larochelle) — 13 min 40 s Larochelle (Mondou, Burke, Morenz) — 17 min 15 s - - | 0-1 1-1 2-1 2-2 2-3 | Gottselig — 3 min 4 s - L. Conacher (Romnes) — 30 min 15 s Gottselig (Couture, McFadyen) — 44 min 34 s | Arbitrage : Mike Rodden Duke McCurry |
| Chabot           | Gardiens                                                                                         | Gardiner            | | Arbitrage : Mike Rodden Duke McCurry |
|                  |                                                                                                  |                     | | Arbitrage : Mike Rodden Duke McCurry |
|                  |                                                                                                  |                     | | Arbitrage : Mike Rodden Duke McCurry |

| 25 mars | Chicago | 1-1 (pr) (0-1, 0-0, 0-0, 1-0) | Montréal | Chicago Stadium 17 100 spectateurs |

| Feuille de match | Feuille de match                         | Feuille de match | Feuille de match              | Feuille de match                     |
| ---------------- | ---------------------------------------- | ---------------- | ----------------------------- | ------------------------------------ |
|                  | - March (Thompson, Romnes) — 70 min 45 s | 1-0 1-1          | Gagnon (Riley) — 15 min 7 s - | Arbitrage : Mike Rodden Duke McCurry |
| Gardiner         | Gardiens                                 | Chabot           |                               | Arbitrage : Mike Rodden Duke McCurry |
|                  |                                          |                  |                               | Arbitrage : Mike Rodden Duke McCurry |
|                  |                                          |                  |                               | Arbitrage : Mike Rodden Duke McCurry |

#### Rangers de New York contre Maroons de Montréal
| 20 mars | Montréal | 0-0 (0-0, 0-0, 0-0) | New York | Forum de Montréal 8 500 spectateurs |

| Feuille de match | Feuille de match | Feuille de match | Feuille de match | Feuille de match                          |
| ---------------- | ---------------- | ---------------- | ---------------- | ----------------------------------------- |
|                  | -                | 0-0              | -                | Arbitrage : Mike Rodden Eusebe Daigneault |
| Kerr             | Gardiens         | Aitkenhead       |                  | Arbitrage : Mike Rodden Eusebe Daigneault |
|                  |                  |                  |                  | Arbitrage : Mike Rodden Eusebe Daigneault |
|                  |                  |                  |                  | Arbitrage : Mike Rodden Eusebe Daigneault |

| 25 mars | New York | 1-2 | Montréal | Madison Square Garden 15 000 spectateurs |

| Feuille de match | Feuille de match                  | Feuille de match | Feuille de match                                             | Feuille de match                         |
| ---------------- | --------------------------------- | ---------------- | ------------------------------------------------------------ | ---------------------------------------- |
|                  | Ripley (Dillon) — 24 min 25 s - - | 1-0 1-1 1-2      | - Robinson (Haynes) — 36 min 36 s Robinson (Blinco) — 52 min | Arbitrage : Billy Bell Eusebe Daigneault |
| Aitkenhead       | Gardiens                          | Kerr             |                                                              | Arbitrage : Billy Bell Eusebe Daigneault |
|                  |                                   |                  |                                                              | Arbitrage : Billy Bell Eusebe Daigneault |
|                  |                                   |                  |                                                              | Arbitrage : Billy Bell Eusebe Daigneault |

### Demi-finales

#### Maple Leafs de Toronto contre Red Wings de Détroit
| 22 mars | Toronto | 1-2 (pr) (1-0, 0-0, 0-1, 0-1) | Détroit | Maple Leaf Gardens |

| Feuille de match | Feuille de match                     | Feuille de match | Feuille de match                                         | Feuille de match                     |
| ---------------- | ------------------------------------ | ---------------- | -------------------------------------------------------- | ------------------------------------ |
|                  | C. Conacher (Blair) — 8 min 33 s - - | 1-0 1-1 1-2      | - Goodfellow (Wiseman) — 55 min 40 s Lewis — 61 min 34 s | Arbitrage : Odie Cleghorn A.G. Smith |
| Hainsworth       | Gardiens                             | Cude             |                                                          | Arbitrage : Odie Cleghorn A.G. Smith |
|                  |                                      |                  |                                                          | Arbitrage : Odie Cleghorn A.G. Smith |
|                  |                                      |                  |                                                          | Arbitrage : Odie Cleghorn A.G. Smith |

| 24 mars | Toronto | 3-6 (0-1, 0-2, 3-3) | Détroit | Maple Leaf Gardens 14 955 spectateurs |

| Feuille de match | Feuille de match                                                                                              | Feuille de match                    | Feuille de match | Feuille de match                     |
| ---------------- | --- | ----------------------------------- | --- | ------------------------------------ |
|                  | - Kilrea (Doraty, Thoms) — 51 min 12 s C. Conacher (Primeau) — 52 min 18 s - Horner (Jackson) — 57 min 32 s - | 0-1 0-2 0-3 1-3 2-3 2-4 2-5 3-5 3-6 | Goodfellow (Aurie) — 3 min 49 s Lewis (Aurie, Weiland) — 28 min 19 s Goodfellow (Starr) — 33 min 39 s - Graham (Aurie) — 52 min 58 s Aurie (Goodfellow) — 53 min 1 s - Lewis — 57 min 59 s | Arbitrage : Odie Cleghorn A.G. Smith |
| Hainsworth       | Gardiens | Cude                                | | Arbitrage : Odie Cleghorn A.G. Smith |
|                  | |                                     | | Arbitrage : Odie Cleghorn A.G. Smith |
|                  | |                                     | | Arbitrage : Odie Cleghorn A.G. Smith |

| 26 mars | Détroit | 1-3 (0-1, 1-1, 0-1) | Toronto | Olympia Stadium 14 150 spectateurs |

| Feuille de match | Feuille de match                                | Feuille de match | Feuille de match                                                                               | Feuille de match                     |
| ---------------- | ----------------------------------------------- | ---------------- | ---------------------------------------------------------------------------------------------- | ------------------------------------ |
|                  | - Lewis (Goodfellow, Sorrell) — 34 min 43 s - - | 0-1 1-1 1-2 1-3  | Doraty (Cotton) — 18 min 46 s - Doraty (Thoms, C. Conacher) — 38 min 56 s Kilrea — 59 min 34 s | Arbitrage : Odie Cleghorn A.G. Smith |
| Cude             | Gardiens                                        | Hainsworth       |                                                                                                | Arbitrage : Odie Cleghorn A.G. Smith |
|                  |                                                 |                  |                                                                                                | Arbitrage : Odie Cleghorn A.G. Smith |
|                  |                                                 |                  |                                                                                                | Arbitrage : Odie Cleghorn A.G. Smith |

| 28 mars | Détroit | 1-5 (0-1, 0-1, 1-3) | Toronto | Olympia Stadium 14 000 spectateurs |

| Feuille de match | Feuille de match                       | Feuille de match        | Feuille de match | Feuille de match                     |
| ---------------- | -------------------------------------- | ----------------------- | --- | ------------------------------------ |
|                  | - Weiland (Goodfellow) — 49 min 37 s - | 0-1 0-2 0-3 0-4 1-4 1-5 | Primeau (Doraty, Cotton) — 14 min 9 s C. Conacher (Primeau, Blair) — 36 min 47 s Primeau (C. Conacher) — 45 min 44 s Sands — 48 min 25 s - Jackson — 59 min 23 s | Arbitrage : Odie Cleghorn A.G. Smith |
| Cude             | Gardiens                               | Hainsworth              | | Arbitrage : Odie Cleghorn A.G. Smith |
|                  |                                        |                         | | Arbitrage : Odie Cleghorn A.G. Smith |
|                  |                                        |                         | | Arbitrage : Odie Cleghorn A.G. Smith |

| 30 mars | Détroit | 1-0 (1-0, 0-0, 0-0) | Toronto | Olympia Stadium 14 500 spectateurs |

| Feuille de match | Feuille de match                              | Feuille de match | Feuille de match | Feuille de match                     |
| ---------------- | --------------------------------------------- | ---------------- | ---------------- | ------------------------------------ |
|                  | Goodfellow (Lewis, Sorrell) — 15 min 3 s (SN) | 1-0              | -                | Arbitrage : Odie Cleghorn A.G. Smith |
| Cude             | Gardiens                                      | Hainsworth       |                  | Arbitrage : Odie Cleghorn A.G. Smith |
|                  |                                               |                  |                  | Arbitrage : Odie Cleghorn A.G. Smith |
|                  |                                               |                  |                  | Arbitrage : Odie Cleghorn A.G. Smith |

#### Black Hawks de Chicago contre Maroons de Montréal
| 28 mars | Montréal | 0-3 (0-1, 0-0, 0-2) | Chicago | Forum de Montréal |

| Feuille de match | Feuille de match | Feuille de match | Feuille de match                                                                       | Feuille de match                           |
| ---------------- | ---------------- | ---------------- | -------------------------------------------------------------------------------------- | ------------------------------------------ |
|                  | -                | 0-1 0-2 0-3      | Romnes (Thompson) — 43 s Thompson (Romnes) — 41 min McFadyen (Gottselig) — 43 min 25 s | Arbitrage : Eusebe Daigneault Duke McCurry |
| Kerr             | Gardiens         | Gardiner         |                                                                                        | Arbitrage : Eusebe Daigneault Duke McCurry |
|                  |                  |                  |                                                                                        | Arbitrage : Eusebe Daigneault Duke McCurry |
|                  |                  |                  |                                                                                        | Arbitrage : Eusebe Daigneault Duke McCurry |

| 1er avril | Chicago | 3-2 (1-1, 1-0, 1-1) | Montréal | Chicago Stadium 17 500 spectateurs |

| Feuille de match | Feuille de match                                                                          | Feuille de match    | Feuille de match                                                                     | Feuille de match                           |
| ---------------- | ----------------------------------------------------------------------------------------- | ------------------- | ------------------------------------------------------------------------------------ | ------------------------------------------ |
|                  | Thompson (Romnes, March) — 25 s - McFadyen (Gottselig) — 25 min 30 s - Cook — 47 min 55 s | 1-0 1-1 2-1 2-2 3-2 | - Northcott (Wentworth, Smith) — 11 min 22 s - Northcott (Wentworth) — 41 min 40 s - | Arbitrage : Eusebe Daigneault Duke McCurry |
| Gardiner         | Gardiens                                                                                  | Kerr                |                                                                                      | Arbitrage : Eusebe Daigneault Duke McCurry |
|                  |                                                                                           |                     |                                                                                      | Arbitrage : Eusebe Daigneault Duke McCurry |
|                  |                                                                                           |                     |                                                                                      | Arbitrage : Eusebe Daigneault Duke McCurry |

### Finale
| 3 avril | Détroit | 1-2 (2 pr) (0-1, 0-0, 1-0, 0-0, 0-1) | Chicago | Olympia Stadium |

| Feuille de match | Feuille de match                        | Feuille de match | Feuille de match                                         | Feuille de match                         |
| ---------------- | --------------------------------------- | ---------------- | -------------------------------------------------------- | ---------------------------------------- |
|                  | - Lewis (Aurie, Graham) — 44 min 40 s - | 0-1 1-1 1-2      | Conacher — 17 min 50 s - Thompson (Romnes) — 81 min 10 s | Arbitrage : Bobby Hewitson Odie Cleghorn |
| Cude             | Gardiens                                | Gardiner         |                                                          | Arbitrage : Bobby Hewitson Odie Cleghorn |
|                  |                                         |                  |                                                          | Arbitrage : Bobby Hewitson Odie Cleghorn |
|                  |                                         |                  |                                                          | Arbitrage : Bobby Hewitson Odie Cleghorn |

| 5 avril | Détroit | 1-4 (0-1, 1-1, 0-3) | Chicago | Olympia Stadium 14 000 spectateurs |

| Feuille de match | Feuille de match                    | Feuille de match    | Feuille de match                                                                                                 | Feuille de match                         |
| ---------------- | ----------------------------------- | ------------------- | --- | ---------------------------------------- |
|                  | - Lewis (Weiland) — 29 min 58 s - - | 0-1 1-1 1-2 1-3 1-4 | Couture — 17 min 52 s - Romnes (Thompson) — 41 min 28 s Coulter (Gottselig) — 45 min 34 s Gottselig — 58 min 2 s | Arbitrage : Bobby Hewitson Odie Cleghorn |
| Cude             | Gardiens                            | Gardiner            | | Arbitrage : Bobby Hewitson Odie Cleghorn |
|                  |                                     |                     | | Arbitrage : Bobby Hewitson Odie Cleghorn |
|                  |                                     |                     | | Arbitrage : Bobby Hewitson Odie Cleghorn |

| 8 avril | Chicago | 2-5 (1-2, 1-0, 0-3) | Détroit | Chicago Stadium 17 700 spectateurs |

| Feuille de match | Feuille de match                                                                 | Feuille de match            | Feuille de match | Feuille de match                         |
| ---------------- | -------------------------------------------------------------------------------- | --------------------------- | --- | ---------------------------------------- |
|                  | Thompson (March, Romnes) — 28 s - Gottselig (McFadyen, Couture) — 38 min 7 s - - | 1-0 1-1 1-2 2-2 2-3 2-4 2-5 | - Pettinger (Starr, Carson) — 6 min 3 s Aurie (Buswell) — 8 min 40 s - Young — 53 min 50 s Weiland (Lewis, Aurie) — 58 min 23 s Aurie — 59 min 50 s | Arbitrage : Bobby Hewitson Odie Cleghorn |
| Gardiner         | Gardiens                                                                         | Cude                        | | Arbitrage : Bobby Hewitson Odie Cleghorn |
|                  |                                                                                  |                             | | Arbitrage : Bobby Hewitson Odie Cleghorn |
|                  |                                                                                  |                             | | Arbitrage : Bobby Hewitson Odie Cleghorn |

| 10 avril | Chicago | 1-0 (2 pr) (0-0, 0-0, 0-0, 0-0, 1-0) | Détroit | Chicago Stadium |

| Feuille de match | Feuille de match                 | Feuille de match | Feuille de match | Feuille de match                         |
| ---------------- | -------------------------------- | ---------------- | ---------------- | ---------------------------------------- |
|                  | March (Romnes) — 90 min 5 s (SN) | 1-0              | -                | Arbitrage : Bobby Hewitson Odie Cleghorn |
| Gardiner         | Gardiens                         | Cude             |                  | Arbitrage : Bobby Hewitson Odie Cleghorn |
|                  |                                  |                  |                  | Arbitrage : Bobby Hewitson Odie Cleghorn |
|                  |                                  |                  |                  | Arbitrage : Bobby Hewitson Odie Cleghorn |